# Justify (singel ATB)
Justify – trzeci singel André Tannebergera z albumu Trilogy. Został wydany 6 grudnia 2007 roku i zawiera cztery utwory. Piosenkę  zaśpiewała Jennifer Karr.

## Lista utworów
| Nr | Tytuł                         | Długość |
| -- | ----------------------------- | ------- |
| A1 | Justify (Club Mix)            | 9:02    |
| A2 | Justify (Mark Norman Remix)   | 7:37    |
| B1 | Justify (Adam Nickey Remix 1) | 9:48    |
| B2 | Justify (New World Mix)       | 9:04    |